# Sinobatis melanosoma
Sinobatis melanosoma е вид акула от семейство Anacanthobatidae. Видът не е застрашен от изчезване.

## Разпространение и местообитание
Разпространен е във Виетнам, Китай, Провинции в КНР, Тайван, Филипини и Япония.
Среща се на дълбочина от 500 до 1100 m, при температура на водата около 4,8 °C и соленост 34,6 ‰.

## Описание
На дължина достигат до 59 cm.